# Börsenguru
Börsenguru ist der umgangssprachliche Ausdruck für mehr oder weniger qualifizierte Experten im Börsenwesen.

## Allgemeines
Das Wort ist abgeleitet vom Guru, einem spirituellen Lehrer im Hinduismus, um den sich für die Suche nach Wissen und dem Weg zur Erlösung gläubige Anhänger versammeln. Börsenguru wurde von an der Börse Düsseldorf tätigen Wertpapierhändlern, Analysten und Skontroführern zum Börsenunwort des Jahres 2006 gewählt, sechs Jahre nach dem Beginn der Börsenkrise (Dotcom-Blase) im September 2000 am Neuen Markt.
„Börsengurus sind vom Publikum und den Medien geschaffene zeitlich begrenzte Kunstprodukte“, die dann entstehen, wenn Börsenbewegungen prophezeit werden, die zum Zeitpunkt der Publizierung kaum wahrscheinlich sind und vom Börsenpublikum nicht nachvollzogen werden können, sich jedoch später so einstellen. Als Börsenguru treten in der Öffentlichkeit Personen auf, die ihre Expertise regelmäßig über Massenmedien präsentieren und damit eine Bekanntheit erreichen, die sie bei Eintreffen ihrer Prognosen berühmt machen. Dabei liegen nicht immer seriöse Finanzanalysen zugrunde. Häufig schart sich eine Anhängerschaft von Anlegern um sie, die im Glauben an die Unfehlbarkeit mangels besseren Wissens unkritisch den Empfehlungen folgt. Deshalb ist generell Skepsis angebracht, zumal Börsengurus bei ihren Börsentipps meist nicht der Beratungshaftung unterliegen.

## Geschichte
Den Status eines Börsengurus erwarb sich André Kostolany durch seine zahlreichen Bücher (seit 1957), Kolumnen, Vorträge und Seminare (seit 1974) zum Thema Börse; er selbst wehrte sich jedoch gegen diese Bezeichnung. Im August 1993 widmete die International Business Week George Soros eine Titelstory und erhob ihn zum Börsenguru;
Im April 2011 erhielt Börsenguru Markus Frick eine Bewährungsstrafe wegen Marktmanipulation durch Scalping. Nach Ermittlungen der Finanzaufsicht BaFin hatten rund 20.000 Anleger auf Empfehlung von Frick 760 Millionen Aktien der von ihm im Börsenbrief empfohlenen Unternehmen geordert. Im Februar 2014 erhielt er als Wiederholungstäter eine Haftstrafe von 2 Jahren und 7 Monaten. Bernd Förtsch räumte im November 2013 Interessenkollision ein, denn sein Börsenmagazin berichtete über Aktien, die er auch selbst besaß. Der Schweizer Dieter Behring rühmte sich, den „genetischen Code“ des Börsenhandels geknackt zu haben, und verursachte dadurch einen der größten Schweizer Finanzskandale. Behring wurde am 30. September 2016 zu 5 Jahren und 6 Monaten Haft wegen gewerbsmäßigen Betrugs verurteilt (rechtskräftig seit August 2018). Der durch ihn entstandene finanzielle Schaden wurde mit 800 Millionen Franken beziffert.

## Auftreten
Manche Börsengurus treten als Daueroptimisten auf (z. B. Heiko Thieme), andere als notorische Schwarzseher (z. B. Marc Faber). Die harmlosen unter ihnen beschränken sich auf Vorträge oder TV-Auftritte, prognostizieren die künftige Marktentwicklung, schreiben Kolumnen oder ganze Bücher und erzählen Anekdoten aus der Vergangenheit.
Andere versuchen, ihre Popularität verstärkt finanziell für sich zu nutzen (z. B. Markus Frick). Sie versenden dazu kostenpflichtige Börsenbriefe oder Internet-Newsletter mit Musterdepots an die Anhängerschaft, richten kostenpflichtige Hotlines ein, mit denen sie Kaufempfehlungen für einzelne marktenge Titel mit übertriebenen Kurszielen verteilen, mit dem Ziel, den Kurs zu ihren Gunsten zu beeinflussen, wenn sie diese Aktien möglicherweise vorher selbst gekauft haben. André Kostolany wusste über sie, dass Börsengurus oft genau die Aktien empfehlen, „die sie selbst zu einem attraktiven Preis loswerden wollen“. Dabei tritt auch der Effekt der selbsterfüllenden Prophezeiung auf, der den Eindruck unter seiner Anhängerschaft über seine Unfehlbarkeit noch verstärkt. Beim Umkehr der Markttrends schaffen es die Börsengurus selten, ihre Prognosen rechtzeitig anzupassen, so dass sie ihre Anhänger meist in den finanziellen Abgrund ziehen.